# Thomas Tew
Thomas Tew (c. década de 1640 – setembro de 1695), apelidado de "O Pirata de Rhode Island", foi um corsário do século XVII que se transformou em pirata. Ele embarcou em duas grandes viagens piratas, conseguindo na primeira delas um grande saque de um navio mogol no Mar Vermelho. Ele retornou para a América Britânica e acabou fazendo amizade com Benjamin Fletcher, governador da Província de Nova Iorque. No final de 1694 partiu de novo para a costa árabe a fim de tentar um saque igual seu anterior, desta vez juntando-se a outros piratas como Henry Every, porém foi morto em um confronto contra uma frota mogol.

## Biografia
Não se sabe onde ou quanto Thomas Tew nasceu, porém acredita-se que ele tinha família em Rhode Island na década de 1640. É possível que ele tenha sido filho ou neto de Richard Tew e sua esposa Mary Clarke, ingleses de Maidford, Northamptonshire, que imigraram para a América Britânica nesse período. Entretanto, evidências disto são apenas circunstanciais e não há nenhum registro de seu nascimento, tanto na Inglaterra quanto nos Estados Unidos. Relatos indicam que Tew se casou e teve duas filhas.
São desconhecidos os detalhes de sua vida antes dele chegar nas Bermudas em 1692. Uma comissão corsária foi estabelecida com aprovação do governador local e, com o apoio de benfeitores bermudenses, Tew foi colocado no comando da chalupa Amity, que possuía oito canhões e uma tripulação de 46 homens. Seu objetivo era atacar os franceses na costa africana. Uma outra chalupa comandada por George Drew deveria auxiliar Tew, porém as duas embarcações foram pegas em uma tempestade no meio da viagem, danificando o navio de Drew e forçando sua volta para as Bermudas a fim de passar por reparos.
Tew e sua tripulação no meio do caminho abandonaram sua missão e tornaram-se piratas. O Amity foi para o Mar Vermelho e sua tripulação conseguiu atacar a saquear um navio mogol que ia em direção do Império Otomano. Tew depois disso parou em Madagascar, onde o Amity passou por reparos e foi reabastecido para a viagem de volta para a América Britânica. Ele foi para Newport em Rhode Island. É possível que entre 1693 e 1694 ele ficou realizando viagens de ida e volta para Madagascar. Nesse período também ficou amigo do governador da Província de Nova Iorque, Benjamin Fletcher.
Tew conseguiu uma nova carta de corso de Fletcher em novembro de 1694, partindo no Amity ao lado de um bergantim e outra embarcação menor. Sua intenção era repetir seu saque de anos antes, assim ele guiou seus navios de volta ao Mar Vermelho. Lá ele juntou-se à frota do pirata Henry Every. Os relatos sobre Tew desaparecem pouco depois, porém é bem provável que ele morreu em setembro de 1695 enquanto tentava saquear outro navio mogol, possivelmente o Fateh Muhammed.